# Неославизам
Неословенство представља политички покрет који је настаје крајем 19. века и потиче из истих идеолошких основа као и панславизам. Настао је као резултат активности чешких националних активиста.

## Основа идеологије
Главна идеја неослависта била је заједничка одбрана земаља које су насељавали Словени пре панемачке експанзије Немаца. За постизање овог циља, покрет се залаже за равноправност свих Словена међу собом и сматра да је неопходно сачувати аутономни статус сваке групе. Сваки од словенских народа морао је да се самостално културно, економски и политички развија, али је морао да ради заједно за опште добро. Неослависти су тражили демократизацију словенске заједнице и ослобађање од доминантног утицаја Русије.

## Погледи
Посебно су неословенски активисти критиковали идеју доминације Руса и православне вере над другим Словенима и њиховим веровањима. За разлику од панславизма, неословенство није претпостављало да се нека група Словена налази више или ниже у хијерархији односа међу словенским народима, није позивала на превласт једне религије међу свим словенским народима. Да би се избегла замка панславизма, ова теорија је названа је идеологијом синтезе културе, а не њене доминације.
Неослависти су такође желели да Аустроугарско царство, након анексије Босне и Херцеговине 1908. године, претворе у нову федерацију у којој ће под влашћу Аустроугарске монархије живети три народа: Немци, Мађари и Словени.
Покрет је неко време имао извесну подршку у политичким круговима у Русији, али због топлијег односа према другим словенским народима, дискриминације Пољака, Украјинаца и Белоруса (последња два народа су се сматрала делом тројединог руског народа), као и ширењем антикатолицизма у Русији неословенство није добило ширу подршку.
Идеја неословенства допринела је стварању Југославије.
Према неословенима, уједињење Словена је неопходно у 21. веку како би се зауставила асимилација Словена, а демократија и либерализам треба да постану идеје које спајају Словене. Пример организације која покушава да уједини Словене је Вишеградска група. 

## Најважнија дела
- професор Ентони Гиза :
  - Неословенство и Пољаци 1906-1910, Шћећин 1984.
  - Петербуршке конференције неослависта 1909-1910, и њихов значај за словенски покрет, ** „Прзеглад Зацходниопоморски“, 1982.
  - „Борба за идеолошко и политичко лице неословенства у Русији 1906-1910“, „Славиа Ориенталис“, 1983, бр.
  - „Варшавска средина неослависта 1906-1910”, „Прзеглад Зацходниопоморски”, 1985, бр. 1/2
  - „Неословенске припреме за прославу годишњице Грунвалдске битке у Кракову 1910. године [в:] Традицја Грунвалдзка, цз. Ја, махуна црвена. Ј. Матерницкиего, Варшава 1989
  - Место и улога Пољске у визији руских панслависта у другој половини деветнаестог века и неослависта почетком двадесетог века, Ацта Полоно-Рутхеница, вол. 2 (1997)

- Паул Вишњиј:
  - Неославизам и Чеси, 1898-1914 Cambridge University Press, 1977.

## Погледати такође
- Панславизам
- Илиризам
- Аустрославизам
- Чехословакизам
- Југословенство
- Еврославизам
- Словенофилство